# هارتلاند سنايدر
هارتلاند سويت سنايدر (بالإنجليزية: Hartland Sweet Snyder) (1913م - 22 مايو 1962م) كان عالم فيزياء أمريكي بَيَّن - بالتشارك مع ج. روبرت أوبينهايمر - كيف أن النجوم العملاقة تنهار لتُصْبِح ثقوبًا سوداءًا في النهاية. وقد أدى هذا العمل إلى بناء نموذج يُظْهِر الانهيار الذي تؤديه جاذبية جسم كروي من مادة مائعة موزعة بشكل متجانس ولا يمتلك ضغطًا داخليًّا تُعَاكِس قوة الجاذبية خاصته، وَوَجَدَا أن ذلك الجسم لن يكون قادرًا على التواصل مع بقية الكون. وجرى تسليط الضوء على هذا الاكتشاف في فيلم أوبينهايمر، حيث جَسَّد الممثل رُورِي كِيَان (بالإنجليزية: Rory Keane) دَوْر سنايدر. ويُقَدِّر مؤرخ الفيزياء ديفيد كاسيدي أن ذلك التنبؤ بوجود الثقوب السوداء كان ليفوز بجائزة نوبل للفيزياء لو أن العالِمَيْن صاحبَيْ التنبؤ كانا لا يزالان على قيد الحياة في تسعينات القرن العشرين حينما أصبحت هناك دلائل تثبت وجود الثقوب السوداء.
وأَرْسَت بعض الدراسات التي نشرها سنايدر مع إرنست كورنت ركائز علم فيزياء المُسَارِعَات. وعلى نحو أكثر تحديدًا، طوَّر سنايدر مع كورنت وميلتون ستانلي ليفينغستون مبدأ التركيز القوي (بالإنجليزية: Strong focusing) الذي جعل من مُسَارِعَات الجسيمات الحديثة شيئًا ممكنًا. وشكلت مُعَامِلَات كورنت-سنايدر (بالإنجليزية: Courant–Snyder parameters) جزءًا هامًّا من هذا الإسهام، وهي طريقة لبيان خصائص توزيع الجُسَيْمَات في الشعاع.

## الحياة والعمل
وُلِد سنايدر في سولت ليك سيتي. ونال درجة بكالوريوس العلوم من جامعة يوتا عام 1937م، وتَبِع ذلك حصوله على درجة الدكتوراه في الفلسفة من جامعة كاليفورنيا في بيركلي عام 1940م. وكانت رسالة الدكتوراة خاصته تحت إشراف أوبينهايمر. وعمل في كلية الفيزياء في جامعة نورث وسترن ابتداءًا من عام 1940م وحتى 1947م، ثم التحق بعدها للعمل في مختبر بروكهافن الوطني.
وفي 1954م، تَرَاهَن سنايدر ضد موريس جولد هابر بأن مضادات البروتونات أشياء موجودة بالفعل، وقد كسب الرهان.
توفي سنايدر في 22 مايو سنة 1962م بعد نَوْبَة قَلْبِيَّة. حينما توفي، كان في إجازة من عمله كفيزيائي في مختبر بروكهافن الوطني كي يعمل في مختبر لورنس بيركلي الوطني.

## أنظر أيضًا
- نظرية الحقل الكمومي اللاتبديلي
- زمكان كمي